# Девід Конноллі
Девід Конноллі (англ. David Connolly, нар. 6 червня 1977, Брент) — ірландський футболіст, нападник.

## Клубна кар'єра
У дорослому футболі дебютував 1994 року виступами за команду клубу «Вотфорд», в якій провів три сезони, взявши участь у 26 матчах чемпіонату.
Своєю грою за цю команду привернув увагу представників тренерського штабу клубу «Феєнорд», до складу якого приєднався 1997 року. Відіграв за команду з Роттердама наступні чотири сезони своєї ігрової кар'єри.
Згодом з 1998 по 2009 рік грав у складі команд клубів «Вулвергемптон Вондерерз», «Ексельсіор» (Роттердам), «Вімблдон», «Вест Хем Юнайтед», «Лестер Сіті», «Віган Атлетік» та «Сандерленд».
Завершив професійну ігрову кар'єру у клубі «Саутгемптон», за команду якого виступав протягом 2009—2012 років.

## Виступи за збірну
1996 року дебютував в офіційних матчах у складі національної збірної Ірландії. Протягом кар'єри у національній команді, яка тривала 9 років, провів у формі головної команди країни 41 матч, забивши 9 голів.
У складі збірної був учасником чемпіонату світу 2002 року в Японії і Південній Кореї.